# Arpalik
Arpalik   (turško  arpalık) je izraz, ki je v Osmanskem cesarstvu  pomenil veliko zemljiško posest, na primer sandžak, ki je bila začasno dodeljena osebi na visokem položaju v državni hierarhiji, ali krajišniku (nekakšen mejni grof),  dokler niso zanjo našli  ustreznega položaja. Arpalik je bil torej vrsta apanaže, ki so jo dajali  v zakup članom osmanske elite.

## Etimologija
Beseda arpa v turščini pomeni ječmen. Izraz arpalik, ki dobesedno pomeni ječmenov denar, se je v osmanskem fevdalnem  sistemu nanašal na dohodke, namenjene za vzdržavanje konj oziroma manjših konjeniških  enot.

## Zgodovina
Število vezirjev (ministrov) v osmanski vladi je od 16. stoletja stalno naraščalo. Mnogi niso bili zadovoljni z dohodki, ki so jih dobivali od države, zato je Porta uvedla arpalik.
Rang prejemnikov arpalika je bil pogosto višji od ranga običajnih guvernerjev okrožij. Arpalik je bil uveden zato, da bi država zmanjšala stroške za visoke vladne uradnike in hkrati povečala njihove (premajhne) dohodke.  Portina pričakovanja so se izkazala za zgrešena, ker so se z uvedbo arpalika državni stroški še povečali. Dolžnosti prejemnikov arpalika ni osmanska vlada nikoli natančno določila, kar je povzročalo pogoste napetosti med Porto in provincami. Napetosti so morda dodatno prispevale k razpadu tradicionalnega timarskega sistema, ker so spahije ostali izven jasne verige poveljevanja.
Na začetku (16. stoletje) je bilo število sandžakov, ki so bili podeljeni kot arpaliki, zelo majhno. Po razpadu timarskega sistema so bili številni sandžaki v Anatoliji kot arpaliki  podeljeni  visokim državnim uradnikom.